# Franse Zuidelijke Gebieden
De Franse Zuidelijke Gebieden (Frans: Terres australes et antarctiques françaises; TAAF) zijn een groep zeer dun bevolkte vulkanische eilanden in de zuidelijke Indische Oceaan, het zuiden van Afrika en een gedeelte van Antarctica. Het is een overzees gebied van Frankrijk en omvat vijf districten:
- Saint-Paul en Amsterdam (Saint-Paul-et-Amsterdam)
- Crozeteilanden (Îles Crozet), Frans sinds 1924
- Kerguelen (Îles Kerguelen), Frans bezit sinds 1893
- Adélieland (Terre Adélie), Frans Antarctisch gebied
- Verspreide Eilanden in de Indische Oceaan (Îles éparses de l'océan indien)

De eilanden Saint-Paul en Amsterdam zijn uitgedoofde vulkanen. Het hoogste punt in het gebied is Mont Ross op de Kerguelen, met 1850 meter. Er zijn geen vliegvelden op de eilanden, en de 1232 kilometer kustlijn heeft geen havens, enkel ankerplaatsen op zee. Het gebied heeft wel een handelsvloot.
De Verspreide Eilanden in de Indische Oceaan behoren sinds 2007 tot de Franse Zuidelijke Gebieden. Voordien vormden ze een eigen territorium. Sinds 2019 staan de Franse Zuidelijke Gebieden op de Werelderfgoedlijst van de UNESCO.
In de Franse naam komen ook Antarctische gebieden voor, maar de soevereiniteit daarover wordt door Nederland, België en Suriname niet erkend.
In oktober 2024 bevestigde de president van Madagaskar, Andry Rajoelina, zijn wens om van Frankrijk de teruggave te verkrijgen van de Verspreide Eilanden, die Madagaskar sinds 1973 claimt.

## Districten
De Franse Zuidelijke Gebieden zijn verdeeld over vijf districten:
| District                                  | Bestuurlijk centrum      | Inwonertal winter | Inwonertal zomer | Oppervlakte | Opp. EEZ  |
| ----------------------------------------- | ------------------------ | ----------------- | ---------------- | ----------- | --------- |
| Adélieland                                | Station Dumont d'Urville | 30                | 110              | 432.000     | -         |
| Crozeteilanden                            | Station Alfred Faure     | 25                | 45               | 352         | 567.475   |
| Kerguelen                                 | Port-aux-Français        | 70                | 110              | 7.215       | 563.869   |
| Saint-Paul en Amsterdam                   | Martin-de-Viviès         | 25                | 45               | 61          | 502.533   |
| Verspreide Eilanden in de Indische Oceaan | Saint-Pierre             | 56                | 56               | 38,4        | 640.400   |
| Franse Zuidelijke Gebieden                | Saint-Pierre             | 206               | 366              | 439.666,4   | 2.274.277 |